# Qasigiannguits kommun
Qasigiannguits kommun var en kommun på Grönland fram till 1 januari 2009. Från detta datum ingår Qasigiannguit i den nya storkommunen Qaasuitsup. Qasigiannguit låg i amtet Kitaa. Huvudort var Qasigiannguit och inom kommunen låg även byn Ikamiut.
1. ↑  läs online, cpr.dk , läst: 25 maj 2022.[källa från Wikidata]